# マイク・アンチュド
マイク・アンチュド（Mike Anchondo, 1982年4月15日 - ）は、アメリカ合衆国の男性プロボクサー。カリフォルニア州ロサンゼルス出身。元WBO世界スーパーフェザー級王者。ユース王座から一気に世界王者になった早熟の選手であるが、3敗がすべてKO負けと脆さがあった。

## 来歴
2000年5月6日、ファンタジー・スプリングス・カジノでデビュー戦を行い4回KO勝ちを収め白星でデビューを飾った。
2000年8月4日、ラモン・アクーナと対戦し初回終了KO勝ちを収めた。
2001年2月18日、ルイス・エンリケ・バレンズエナと対戦し2回2分4秒KO勝ちを収めた。
2002年8月17日、エバー・ベレーノと対戦し10回判定勝ちを収めた。
2003年1月16日、オリンピック・アウディトリウムでWBC世界スーパーフェザー級ユース王者アンヘル・リオスと対戦し10回判定勝ちを収め王座獲得に成功した。
2003年9月18日、シルベリオ・オルティスと対戦し4回終了TKO勝ちを収め初防衛に成功した。
2003年12月17日、元WBC世界フェザー級王者グレゴリオ・バルガスと対戦し10回3-0(100-89、98-91、97-92)の判定勝ちを収めた。
2004年4月29日、ヘスス・ソト・カラスの兄ホセ・ルイス・ソト・カラスと対戦し5回1分17秒負傷判定勝ちを収めた。
2004年7月15日、ダラスのアメリカン・エアラインズ・アリーナでディエゴ・コラレスの王座返上に伴い空位となったWBO世界スーパーフェザー級王座決定戦で元WBO世界フェザー級王者フリオ・パブロ・チャコーンと対戦。最終12回にダウンを奪い12回3-0(3者共に119-109)の判定勝ちを収め強打のチャコーンをシャットアウトして王座獲得に成功した。
2005年4月8日、マイアミのミコウスキー・インディアン・ゲーミング・リゾートでホルヘ・ロドリゴ・バリオスと対戦する予定だったが、アンチュドが前日計量で計量失格になり初防衛せずベルトを失った。アンチュドが勝てば空位のまま、バリオスが勝てばバリオスが新王者という条件で通常通り試合が行われ初黒星となる4回2分TKO負けを喫した。
2006年12月14日、1年ぶりの復帰戦でアルマンド・コルドバと対戦し8回判定勝ちを収めた。
2007年4月16日、ワシントンD.C.のDCアーモリーでダーリング・ヒメネスと対戦し3回2分5秒KO負けを喫し1度目の引退を表明した。
2009年12月4日、後のWBA世界スーパーライト級暫定王者マウリシオ・ヘレーラと対戦し8回2-1(2者が77-75、73-79)の判定勝ちを収めた。
2010年9月17日、後にアンドレ・ベルトに世界挑戦するフレディー・エルナンデスと対戦し4回1分38秒TKO負けを喫した試合を最後に現役を引退した。

## 獲得タイトル
- WBC世界スーパーフェザー級ユース王座
- WBO世界スーパーフェザー級王座（防衛0=剥奪）